# Ipalibo Jack
Ipalibo Jack (Nigéria, 1998. április 6. –) nigériai labdarúgó, a Torreense középpályása.

## Pályafutása
Nigériában született. Az ifjúsági pályafutását a helyi Diamond Academy akadémiájánál kezdte.
2016-ban mutatkozott be a Villarreal harmadik csapatában, ahol összesen 26 mérkőzésen lépett pályára és két gólt szerzett. A 2019-es szezon második felében kölcsönben a norvég Strømsgodset csapatát erősítette. Először a 2019. augusztus 5-ei, Bodø/Glimt elleni mérkőzésen lépett pályára. 2020. június 30-án a lehetőséggel élve három évre a klubhoz szerződött. Első gólját 2021. július 10-én, a Viking ellen 1–1-es döntetlennel zárult találkozón szerezte.

## Statisztika

### Klubcsapatokban
2025. május 17-i állapot szerint.
| Klub                      | Szezon         | Osztály          | Bajnokság | Bajnokság | Kupa  | Kupa  | Nemzetközi | Nemzetközi | Összesen | Összesen |
| Klub                      | Szezon         | Osztály          | Mérk.     | Gólok     | Mérk. | Gólok | Mérk.      | Gólok      | Mérk.    | Gólok    |
| ------------------------- | -------------- | ---------------- | --------- | --------- | ----- | ----- | ---------- | ---------- | -------- | -------- |
| Villarreal C              | 2018–19        | Tercera División | 26        | 0         | —     | —     | —          | —          | 26       | 0        |
| Villarreal C              | Összesen       | Összesen         | 26        | 0         | —     | —     | —          | —          | 26       | 0        |
| Strømsgodset (kölcsönben) | 2019           | Eliteserien      | 15        | 0         | —     | —     | —          | —          | 15       | 0        |
| Strømsgodset (kölcsönben) | 2020           | Eliteserien      | 4         | 0         | —     | —     | —          | —          | 4        | 0        |
| Strømsgodset              | 2020           | Eliteserien      | 18        | 0         | —     | —     | —          | —          | 18       | 0        |
| Strømsgodset              | 2021           | Eliteserien      | 22        | 3         | 0     | 0     | —          | —          | 22       | 3        |
| Strømsgodset              | 2022           | Eliteserien      | 22        | 4         | 1     | 0     | —          | —          | 23       | 4        |
| Strømsgodset              | 2023           | Eliteserien      | 9         | 1         | 2     | 0     | —          | —          | 11       | 1        |
| Strømsgodset              | Összesen       | Összesen         | 90        | 8         | 3     | 0     | —          | —          | 93       | 8        |
| AE Kifisziász             | 2023–24        | Szúper Línga 1   | 15        | 0         | 3     | 0     | —          | —          | 18       | 0        |
| AE Kifisziász             | Összesen       | Összesen         | 15        | 0         | 3     | 0     | —          | —          | 18       | 0        |
| Csornomorec Odesza        | 2023–24        | Premjer-liha     | 2         | 0         | —     | —     | —          | —          | 2        | 0        |
| Csornomorec Odesza        | Összesen       | Összesen         | 2         | 0         | —     | —     | —          | —          | 2        | 0        |
| Zalaegerszegi TE          | 2024–25        | NB I             | 17        | 2         | 4     | 2     | —          | —          | 21       | 4        |
| Zalaegerszegi TE          | Összesen       | Összesen         | 17        | 2         | 4     | 2     | —          | —          | 21       | 4        |
| Torreense                 | 2025–26        | Liga Portugal 2  | —         | —         | —     | —     | —          | —          | —        | —        |
| Torreense                 | Összesen       | Összesen         | —         | —         | —     | —     | —          | —          | —        | —        |
| Teljes karrier            | Teljes karrier | Teljes karrier   | 150       | 10        | 10    | 2     | —          | —          | 160      | 12       |